# 片桐助作 (1851年生)
片桐 助作（かたぎり すけさく、1851年6月26日 - 1918年2月11日）は、尾張藩士、尾張徳川家の家職。同家第14代当主・徳川慶勝に見出されて、同家の北海道開拓地を選定、1884年から現地・八雲村に赴任して開拓の指導にあたったことで知られる。1891年に名古屋に戻り、以後も同家事務所の中心人物として、世襲財産・所有地の管理や名古屋大曽根の徳川義礼邸の建設を行い、退職後は同家の御相談人として、什宝の整理に携わった。

## 経歴
嘉永4年5月27日（1851年6月26日）生まれ。尾張藩士で、儒学者・細野要斎に師事した。
1877年（明治10年）7月、尾張徳川家第14代当主・徳川慶勝から北海道開拓地の選定を命じられ、吉田知行・角田弘業とともに現地を調査。
1884年（明治17年）、尾張徳川家の家扶心得（見習？）として、開墾地の北海道八雲村に移住し、開墾試験場の3代目委員を務めた。
開墾地事務所は1888年（明治21年）に廃止となり、その後残務整理も終了したため、
1891年（明治24年）、名古屋に戻り、尾張徳川家の世襲財産・所有地の調査役を命じられる。
1893年（明治26年）、家扶心得。1894年（明治27年）、家扶、庶務課長。
1895年（明治28年）、会計課長。会計・庶務・営繕を兼務し、尾張徳川家事務所の中心人物となった。第18代当主・徳川義礼が本邸とした名古屋大曽根の新邸建設を担当。
1899年（明治32年）7月11日、依願退職。
1903年（明治36年）より、同家御相談人。

### 什宝の整理
1910年（明治43年）11月から、名古屋に保管されていた尾張徳川家の什宝のうち不要のものを処分することを目的として、大曽根邸で未鑑定品を中心とした什宝の整理と目録の作成に着手し、1915（大正4）年7月までに整理を完了、作成した目録により、同年8月に今泉雄作らに什宝の品位鑑定を依頼した。
1915年、什宝整理の終了後に、御相談人を解職となり、3年後の1918年（大正7年）2月11日に死去。
片桐の死後、1921年に尾張徳川家は片桐の什宝整理の結果を基にして重複品や不要と判断した什宝（全体の10-15％）を競売で売却し、その売上金約57万円は1935年に大曽根に開設された徳川美術館の建設・維持費用に充てられた。

## 著書
- 片桐, 助作『丁丑北行日誌』名古屋郷土文化会、1971年。